# 凹脉肉叶荚蒾
凹脉肉叶荚蒾（学名：Viburnum chingii var. impressinervium）为忍冬科荚蒾属下的一个变种。